# Death by Stereo
Death by Stereo is een Amerikaanse hardcorepunkband die in 1996 werd opgericht door zanger Efrem Schulz.
De band is beïnvloed door Suicidal Tendencies, Slayer en Sepultura. Aan het begin van de 21e eeuw werd de band een hype met de albums If Looks Could Kill I'd Watch You Die en Day of the Death.
Op 14 mei 2020 werd hun achtste studioalbum We're All Dying Just in Time aangekondigd, dat zou uitkomen op 7 augustus 2020.

## Bezetting
- Efrem Schulz - zang
- Dan Palmer - gitaar
- J.P. Gerricke - gitaar
- Robert Madrigal - basgitaar
- Mike Cambra - drums

## Discografie

### Studioalbums
- If Looks Could Kill I'd Watch You Die (1999)
- Day of the Death (2000)
- Into the Valley of the Death (2003)
- Death for Life (2005)
- Death Alive (2007)
- Death Is My Only Friend (2009)
- Black Sheep of the American Dream (2012)